# Leonardo Campochiesa
Leonardo Campochiesa (Tonadico, 28 gennaio 1823 – Trento, 28 aprile 1906) è stato un pittore italiano, noto principalmente per aver dipinto svariate pale d'altare in Trentino.

## Biografia
Nacque a Tonadico da una famiglia di origine tedesca, il suo cognome venne infatti italianizzato dall'originario Feldkircher. Dopo la morte della madre, quando lui aveva soltanto nove anni, si trasferì col padre nel Feltrino, dove frequentò la scuola di disegno e successivamente nel veronese. Si iscrisse al collegio universitario don Nicola Mazza a Verona, qui si guadagnava da vivere dipingendo scenari e paesaggi per una compagnia di burattinai.

## Opere

### Pale d'altare

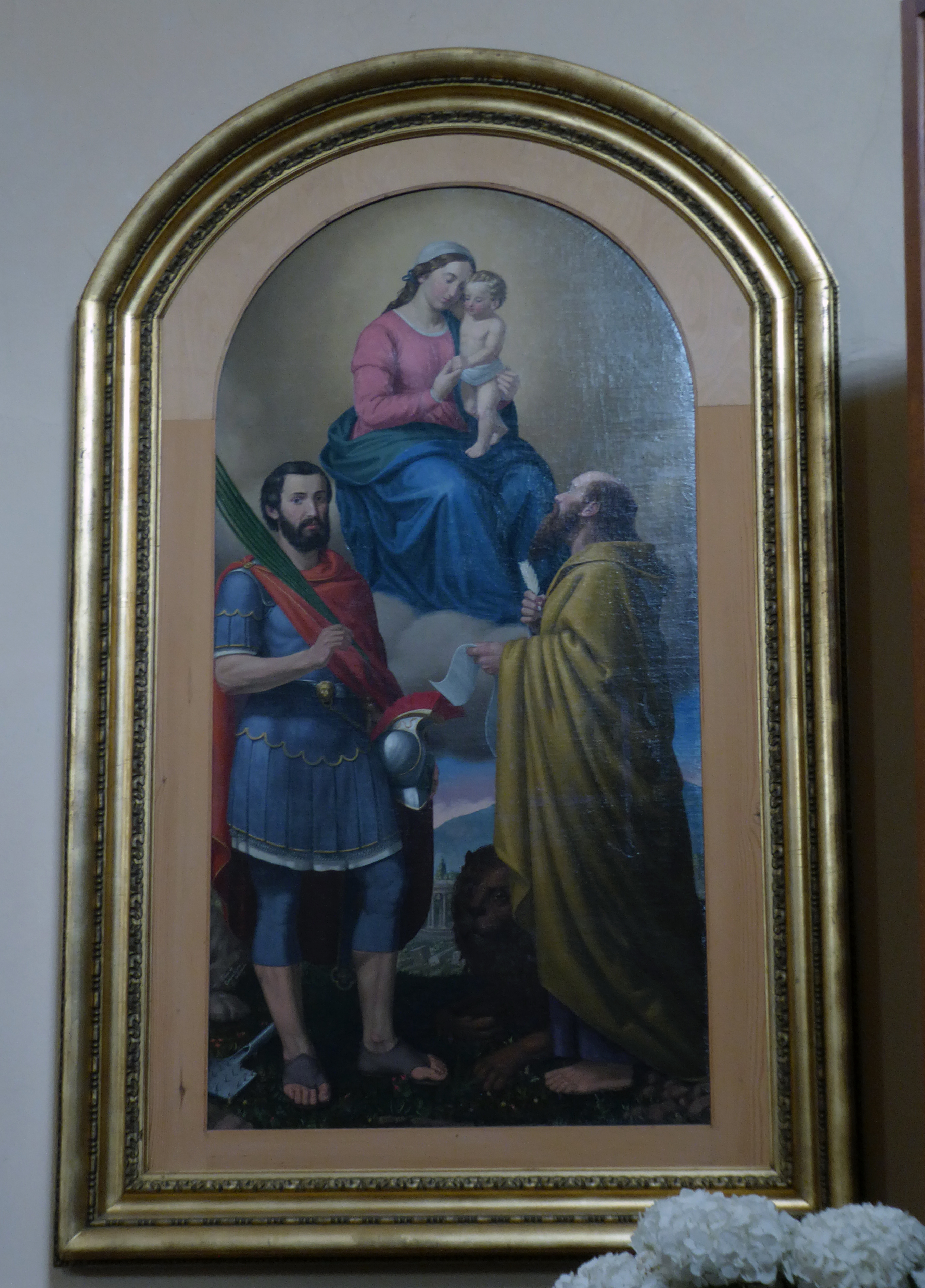
Madonna con Bambino, San Vitale e San Marco, 1861, chiesa di San Vitale a Romallo

- Madonna con Bambino, San Vitale e San Marco, 1861, olio su tela, 200 x 90 cm, presbiterio della chiesa di San Vitale a Romallo (Novella)[2]
- Madonna con Bambino e Santi Giuseppe e Giuda Taddeo, 1862, olio su tela, 290 x 184,5 cm, chiesa di San Taddeo a Barco (Levico Terme)
- Immacolata concezione, 1862, olio su tela, 210 x 130 cm, chiesa dell'Immacolata a Lover (Campodenno)[3]
- I Santi Fabiano, Sebastiano, Rocco e Martino vescovo, 1865, olio su tela, 207 x 101 cm, chiesa di San Rocco ad Almazzago (Commezzadura)[4]
- Presentazione di Maria al tempio, 1865, olio su tela, 158 x 78 cm, chiesa di San Rocco ad Almazzago (Commezzadura)[5]
- Immacolata concezione, 1866, olio su tela, 151 x 85 cm, presbiterio della chiesa di Sant'Antonio a Ronzone[6]
- Sant'Antonio da Padova col Bambino, 1869, olio su tela, chiesa di San Rocco ad Almazzago (Commezzadura)[5]
- Via Crucis, 1874, olio su tela, 118 x 70 cm, chiesa di Santa Maria Assunta a Cles[7]
- Battesimo di Cristo, 1874, olio su tela, 164,5 x 110 cm, pala dell'altare maggiore della chiesa di San Giovanni Battista a Mestriago (Commezzadura)[8]
- Cristo Redentore, 1887, olio su tela, 279 x 148 cm, presbiterio della chiesa del Santissimo Redentore a Cunevo[9]
- Gesù Cristo consegna le chiavi a San Pietro, 1891, olio su tela, 155 x 105 cm, pala dell'altare maggiore della chiesa di San Pietro a Cortina (Vermiglio)
- Martirio di San Lorenzo, seconda metà del XIX secolo, olio su tela, 287 x 210 cm, pala dell'altare maggiore della chiesa di San Lorenzo a Cavedago[10]

### Ritratti
- Ritratto di monsignor Andrea de Molinari, 1861, olio su tela, quadreria di Villa Bonporti a Villazzano[11]
- Ritratto di don Pietro Dalvit, seconda metà del XIX secolo, olio su tela, canonica di Flavon (attribuzione di Roberto Pancheri)[11]